# Blodhund
För andra betydelser, se Blodspårhund.
Blodhund (Chien de Saint-Hubert, tidigare engelsk blodhund) är en storvuxen drivande hund. Sitt franska namn har den fått efter Sankt Hubertus, jägarnas skyddshelgon.

## Historia
Namnet blodhund anses komma av att normanderna ansåg att deras hundar var renblodiga (jmfr fullblodshäst). Det historiska ursprunget är lokaliserat till munkkloster i Ardennerna. Om den är en ren braquehund eller om den har inslag av medeltida jaktmastiffer är omdiskuterat. Under flera århundraden användes den för parforsjakt i stora koppel (pack) för drev på högvilt, främst hjort, samt vildsvin. Det finns också uppgifter om att blodhundarna främst skall ha använts som ledhundar vid jakt för att sköta själva spårandet, medan andra drivande hundar använts för släppet när man fått kontakt med viltet. Det var som jakthundar för parforsjakt Vilhelm Erövrarens normander tog St Hubertushunden till Brittiska öarna efter 1066. Det var då den skall ha fått namnet blodhund för att skilja den från engelsmännens bastardhundar.
En annan teori om namnet har varit att hundarna skall ha använts som eftersökshundar och följt blodspår, likt de tyska viltspårhundarna, på tyska schweißhunde, d.v.s. blodspårhundar. Att namnet skulle ha samband med blodtörst är krigspropaganda från amerikanska inbördeskriget (från båda sidor) som fått spridning genom bl.a. skönlitteratur som Onkel Toms stuga. Blodhunden ligger till grund för Amerikas coonhoundraser och det är ovedersägligt att plantageägarna använde sina spårande jakthundar för att spåra upp slavar som försökte rymma. Men till skändningarna sägs kamphundar av molossertyp med kubanskt ursprung ha använts, dessa kallades Cuban Bloodhounds.
Redan Elisabet I av Englands livmedikus John Caius beskriver i sin hundmonografi De Canibus Britannicis 1570 hur blodhundar användes för att spåra tjuvjägare. Första gången blodhunden började användas av polisväsendet för personspårning var 1805 i England.
I samband med franska revolutionen decimerades aristokratins parforshundar och de franska och belgiska stammarna av chien de Saint Hubert dog ut. Den stam som sedan återuppbyggts och som nu räknas som Belgiens nationalras bygger på brittiska importer. Den belgiska kennelklubben Société Royale Saint-Hubert är döpt efter rasen som också pryder dess logotyp.

## Egenskaper
Utöver som sällskapshund är det som ID-hund den har sitt främsta moderna användningsområde. Det finns ett särskilt bruksprov för detta ändamål och i många länder gäller doftidentifiering som bevis vid rättegång.
Rasen skall vara mjuk, lugn, vänlig och sällskaplig gentemot människor och speciellt fäst vid sin ägare. Den skall vara tolerant mot andra hundar och husdjur. Den kan vara reserverad och envis men inte aggressiv. Envisenheten hänger samman med blodhundens spårförmåga. Den är lika känslig för beröm som för kritik. Blodhunden har ett mycket djupt och dovt drevskall som den använder när den spårar.

## Utseende
Det mest utmärkande med blodhundens utseende är det rikliga, lösa skinnet runt huvud och hals. Kroppen är bred och djup. Benen är kraftiga och muskulösa. Halsen är lång och huvudet är smalt med markerad nackknöl. Öronen är långa och tunna. Blodhunden skall ge ett ädelt och värdigt intryck. Rörelserna är fria och spänstiga.

## Hälsa
Blodhunden kan ha hudproblem och ögonbesvär till följd av den rikliga, veckade huden. Särdrag premieras ofta vid hundutställning, vilket kan leda till överdrifter i aveln. Enligt den svenska rasklubben skall det rinnande skinnet på huvudet och halsen samt de långa, breda öronlapparna ha funktion för blodhundens exceptionella spårförmåga. När hunden spårar faller huden fram och stänger ute sinnesintryck från ögon och öron samt bildar en tratt som fångar in dofterna från spåret.